# Željko Šakić
Željko Šakić (Zagreb, 14. travnja 1988.) hrvatski je profesionalni košarkaš. Od lipnja 2016. igra za Cibonu koja se natječe u A-1 Ligi i ABA Ligi. Visok je 203cm.

## Košarkaška karijera
Šakić je počeo igrati košarku u mlađim generacijama K.K. Cibona, ali nije dobio priliku da zaigra za prvu momčad. Nakon što je skoro odustao od košarke, 2007. godine, počeo je igrati za košarkaški klub "Dubrava", gdje je proveo sljedeće 3 sezone. Nakon toga, proveo je 3 sezone u Bosanskoj Ligi , a zatim se preselio u Sutor Montegranaro u talijanskoj košarkaškoj ligi. Sezonu 2014-2015 proveo je u španjolskoj košarkaškoj ligi gdje je primio nagradu za najboljeg igrača 4. kola.
U kolovozu 2015. godine prešao je u bugarski "Lukoil".
29. lipnja 2016 godine, Šakić je potpisao ugovor s Cibonom.

## Hrvatska košarkaška reprezentacija
Šakić je sudjelovao u igrama mladih  reprezentacija Hrvatske te je bio jedan od ključnih hrvatskih igrača  na europskim natjecanjima mlađih kategorija. Za seniorsku reprezentaciju počeo je igrati tek 2015. godine u dobi od 27 godina što ga čini najstarijim debitantom hrvatske košarkaške reprezentacije ikada.

## Vanjske poveznice
|  | Zajednički poslužitelj ima još gradiva o temi Željko Šakić |